# Samuel de Assis
Samuel de Assis (Aracaju, 05 de maio de 1982) é um ator brasileiro. Conhecido por seus papéis nas séries 3%, O Doutrinador e Rensga Hits. Em 2023, ganhou destaque ao interpretar o advogado Ben, um dos protagonistas de Vai na Fé.

## Biografia
Nasceu em 05 de maio de 1983, em Aracaju, capital de Sergipe, mas foi criado em Salvador. Seu primeiro contato com a atuação se deu em um grupo espírita. Aos 17 anos se mudou para São Paulo, frequentou a Escola Nacional de Teatro em Santo André e posteriormente ingressou na Escola de Arte Dramática da USP. É filho de um coronel da PM, Francisco, e de Adelame, e tem duas irmãs, Simone e Sueli.
Em 2006, o ator fez teste na Rede Globo, e em 2008 conseguiu seu primeiro papel na TV: Emiliano, na novela Ciranda de Pedra, personagem que acabou saindo da trama um tempo depois No cinema, debutou no longa-metragem de Daniel Filho, Chico Xavier, de 2010, biografia do personagem título.
Ganhou notoriedade ao interpretar o guarda-costa Kevin, na série Rensga Hits!, um homossexual que acaba se envolvendo com o patrão, o cantor sertanejo Deivid Cafajeste. Em seguida, emplacou um dos protagonistas da novela Vai na Fé, de autoria de Rosane Svartman, telenovela das sete da TV Globo. Na trama, seu personagem, o advogado Benjamin (Ben), reencontra um amor de juventude (Sol, interpretada por Sheron Menezzes). Ainda teve personagens marcantes na série de terror Insânia, produção da Star+, como Lucas, e na série Lov3, da Amazon Prime Video, como o homossexual na meia-idade Luís. No cinema, ficou conhecido com seu papel em O Doutrinador, adaptação da história em quadrinhos de mesmo nome.

## Filmografia

### Televisão
| Ano       | Título                   | Personagem                 | Nota                                 |
| --------- | ------------------------ | -------------------------- | ------------------------------------ |
| 2008      | Ciranda de Pedra         | Emiliano                   | Episódios: "9–20 de maio"            |
| 2009      | A Lei e o Crime          | Antônio (Toinho)           | Episódios: "16–18 de março"          |
| 2010      | Na Forma da Lei          | Ademir Rodrigues           |                                      |
| 2011      | Por Toda Minha Vida      | Paulinho da Viola          | Episódio: "Cartola"                  |
| 2012      | Avenida Brasil           | Professor de História      | Episódio: "3 de julho"               |
| 2017      | Carcereiros              | Joel                       | Episódio: "Talarico por Acaso"       |
| 2018      | 3%                       | Silas                      |                                      |
| 2018      | Me Chama de Bruna        | Dionísio                   |                                      |
| 2018      | Rotas do Ódio            | Miguel Lamar               |                                      |
| 2019      | Mauá, o Primeiro Gigante | Paula Brito                |                                      |
| 2019      | Jezabel                  | Hazael                     | Episódios: "10 de julho–6 de agosto" |
| 2019      | O Doutrinador - A Série  | Eduardo Carvalho (Edu)     |                                      |
| 2019      | Mal Me Quer              | Arthur Ferrari             |                                      |
| 2019–2021 | Aruanas                  | Gilberto Pereira           |                                      |
| 2021      | Colônia                  | Ricardo                    | Episódio: "O Hospício"               |
| 2021      | Insânia                  | Lucas                      |                                      |
| 2021      | Cidade Invisível         | João da Silva              |                                      |
| 2022      | Lov3                     | Luís Inácio                |                                      |
| 2022–2025 | Rensga Hits!             | Kevin Costa                |                                      |
| 2023–2024 | As Five                  | Eduardo Rodrigues (Edu)    |                                      |
| 2023      | Vai na Fé                | Benjamin Lupe Garcia (Ben) |                                      |
| 2023      | No Corre                 | Adriano Alves (Feioso)     | Episódio: "Complicado e Perfeitinho" |
| 2024      | Dança dos Famosos        | Participante (5º lugar)    | Temporada 21                         |
| 2024–2025 | Mania de Você            | Daniel Fischer             |                                      |
| 2025–2026 | Três Graças              | João Rubens                |                                      |

### Cinema
| Ano  | Título                           | Personagem             | Nota           |
| ---- | -------------------------------- | ---------------------- | -------------- |
| 2009 | Água Viva                        | homem                  | Curta-metragem |
| 2010 | Chico Xavier                     | Altair                 |                |
| 2010 | 5x Favela - Agora por Nós Mesmos | Ademir                 |                |
| 2018 | Onde Quer que Você Esteja        | Roberto                |                |
| 2018 | O Doutrinador                    | Eduardo Carvalho (Edu) |                |
| 2025 | Uma Mulher Sem Filtro            | Gabriel                |                |

## Prêmios e indicações
| Ano  | Prêmio                                               | Categoria                               | Indicação    | Resultado |
| ---- | ---------------------------------------------------- | --------------------------------------- | ------------ | --------- |
| 2016 | Prêmio Fita - Festa Internacional de Teatro de Angra | Melhor Ator                             | Otelo        | Indicado  |
| 2016 | Prêmio Cenym de Teatro                               | Melhor Elenco                           | Otelo        | Indicado  |
| 2019 | Prêmio Aplauso Brasil de Teatro                      | Melhor Ator Coadjuvante                 | Hedda Glaber | Indicado  |
| 2023 | SEC Awards                                           | Melhor Ator em Série Nacional           | Rensga Hits! | Indicado  |
| 2023 | BreakTudo Awards                                     | Melhor Ator Nacional                    | Vai na Fé    | Indicado  |
| 2023 | Acervo Awards                                        | Ator do Ano                             | Vai na Fé    | Venceu    |
| 2023 | Prêmio Noticiasdetv.com                              | Melhor Ator Protagonista                | Vai na Fé    | Pendente  |
| 2023 | Prêmio ArteBlitz de Novela                           | Melhor Ator Protagonista (voto popular) | Vai na Fé    | Indicado  |
| 2023 | Prêmio ArteBlitz de Novela                           | Melhor Ator Protagonista (voto do júri) | Vai na Fé    | Venceu    |
| 2023 | Prêmio Potências!                                    | Ator do Ano                             | Vai na Fé    | Venceu    |
| 2023 | Troféu Raça Negra                                    | Melhor Ator                             | Vai na Fé    | Venceu    |
| 2023 | Prêmio Área VIP                                      | Melhor Ator                             | Vai na Fé    | Pendente  |
|      | Melhores do Ano - Duh Secco                          | Ator                                    | Vai na Fé    | Pendente  |